# Bevisbördan
Bevisbördan är en svensk TV-serie från 1978 i regi av Stellan Olsson. Den bygger på Anders Bodelsens roman med samma namn och omarbetades till TV-manus av Olsson och Birgitta Stenberg. I rollerna ses bland andra Roland Hedlund, Inger Liljefors och Lotta Ramel. Bevisbördan är en psykologisk thrillerserie. 

## Handling
En taxichaufför kallas in som vittne vid utredningen av mordet på en 17-årig flicka. Hans tveksamma förklaringar, minnesluckor och slarv gör att han blir alltmer misstänkt för inblandning i mordet.

## Rollista
- Roland Hedlund – Martin Andreas Bendix, taxichaufför
- Inger Liljefors – Sonja Bendix, Martins fru, taxichaufför
- Lotta Ramel – Annika Bendix, Martins och Sonjas dotter, 17 år
- Svante Bergström – Jan Bendix, Martins och Sonjas son
- Moniqa Sunnerberg	– Anna Melin, boutiqueägare, Martins älskarinna
- Lars Hansén – Ringström, taxichaufför
- Sture Djerf – Wilhelmsson, taxichaufför
- Gunilla Thunberg – Tove, telefonist vid taxi
- Leif Forstenberg – Enoch, kriminalinspektör vid rikskriminalen
- Peter Hüttner – Hjelm, kriminalassistent vid rikskriminalen
- Åke Fridell – Jawlensky, cellist
- Håkan Serner – Roth, Martins försvarsadvokat
- Kjell-Hugo Grandin – Bengtsson, journalist
- Lars Dejert – polis
- Ivar Wahlgren – taxikund
- Björn Strand – mörkhårig häktesvakt
- Svante Odqvist – ljushårig häktesvakt
- Nils Åsblom – åklagaren
- Per-Olof Ekvall – domaren
- Angelica Lundqvist – präst
- Svea Holst-Widén – rädd taxikund
- Sven-Olof Hultgren – bonde, den rädda taxikundens svärson
- Gunnar Schyman – skogvaktare
- Anders Granström – psykiater
- Margaretha Eräkallio – flicka i taxi

## Om serien
Serien producerades av Bert Sundberg för Moviemakers Sweden AB och Sveriges Radio AB, TV2. Den fotades av Hans Dittmer och klipptes av Lasse Lundberg. Den visades första gången i TV2 mellan den 10 och 13 januari 1978.